# Tổng công ty Đường sắt Việt Nam

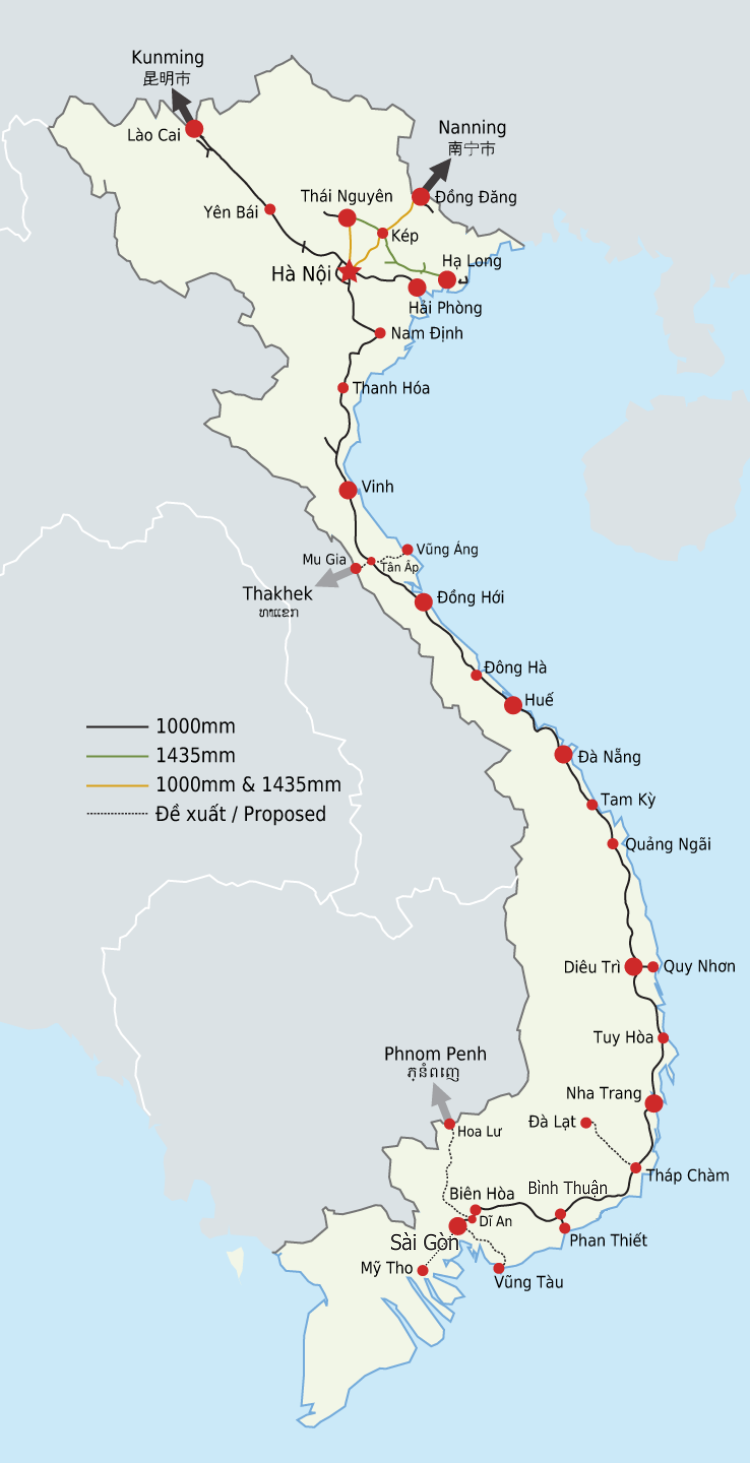
Hệ thống đường sắt Việt Nam

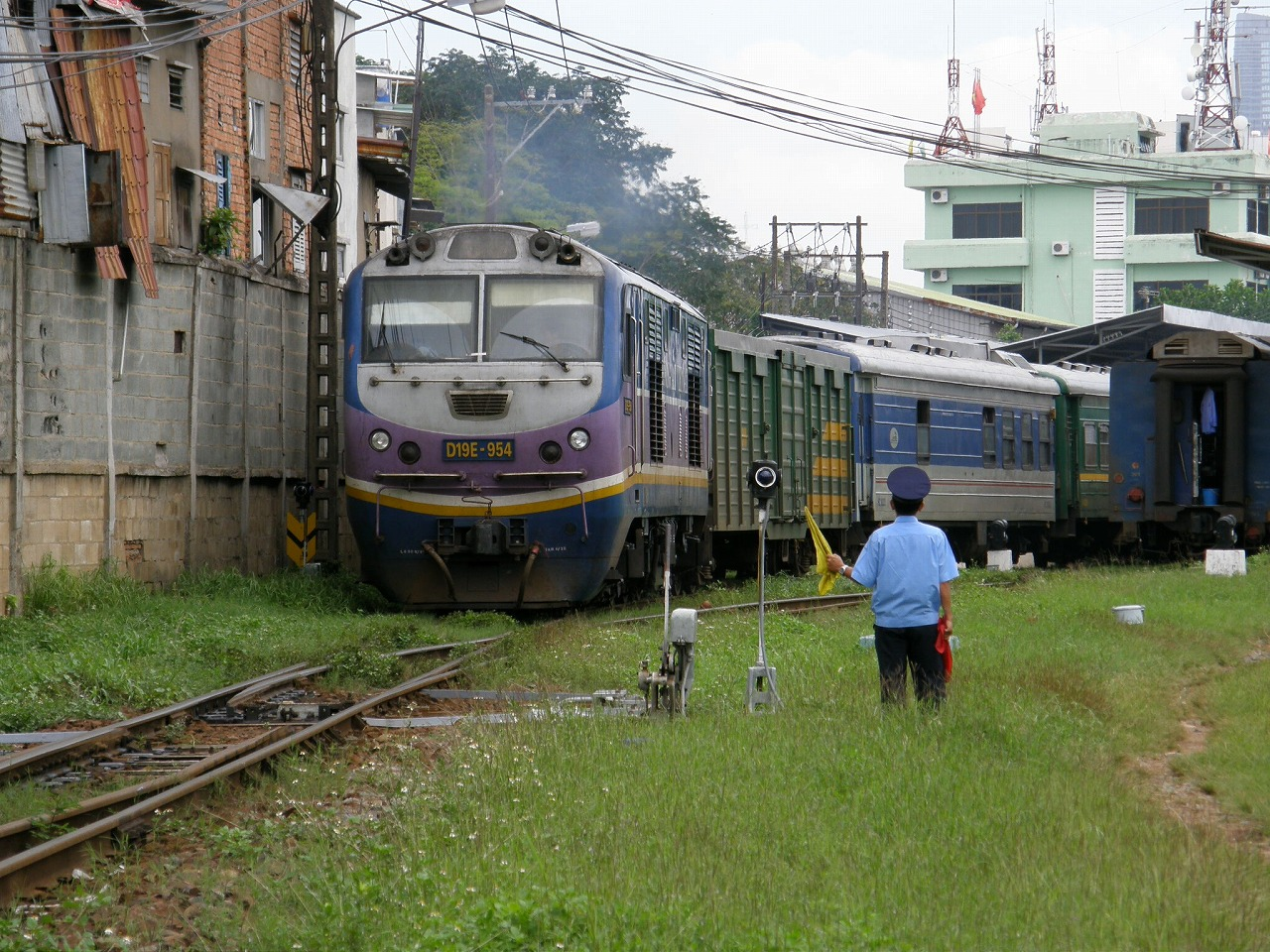
Tàu hỏa rời Ga Sài Gòn

Tổng Công ty Đường sắt Việt Nam (VNR) là mô hình Tổng Công ty Nhà nước thuộc sự quản lý của Bộ Giao thông Vận tải, được thành lập theo Quyết định số 34/2003/QĐ-TTg  ban hành ngày 4 tháng 3 năm 3 năm 2003 của Thủ tướng Chính phủ trên cơ sở tổ chức lại Liên hiệp Đường sắt Việt Nam, thực hiện nhiệm vụ sản xuất kinh doanh vận tải đường sắt; quản lý, bảo dưỡng, sửa chữa các cơ sở hạ tầng đường sắt cùng nhiều chức năng nhiệm vụ khác.
Trụ sở chính của đơn vị đặt tại số 118, đường Lê Duẩn, ngay cạnh ga Hà Nội.

## Lịch sử phát triển
Tổng Công ty Đường sắt Việt Nam được thành lập theo Quyết định số 34/2003/QĐ-TTg ngày 4 tháng 3 năm 3 năm 2003 của Thủ tướng Chính phủ trên cơ sở tổ chức lại Liên hiệp Đường sắt Việt Nam.
Ngày 25 tháng 6 năm 2010, Thủ tướng Chính phủ ban hành Quyết định số 973/QĐ-TTg về việc chuyển Công ty mẹ- Tổng công ty Đường sắt Việt Nam thành Công ty TNHH Một thành viên thuộc sở hữu Nhà nước.
Ngày 21 tháng 1 năm 2013, Thủ tướng Chính phủ ban hành Quyết định số 198/QĐ-TTg phê duyệt Đề án tái cơ cấu Tổng công ty Đường sắt Việt Nam giai đoạn 2012 - 2015 theo đề nghị của Bộ trưởng Bộ Giao thông vận tải và Hội đồng thành viên Tổng công ty Đường sắt Việt Nam.

## Ngành nghề kinh doanh
- Ngành nghề chính:[4]
  - Kinh doanh vận tải đường sắt, vận tải đa phương thức trong nước và liên vận quốc tế
  - Quản lý, khai thác, bảo dưỡng và sửa chữa hệ thống kết cấu hạ tầng đường sắt quốc gia
  - Kinh doanh hệ thống kết cấu hạ tầng đường sắt
  - Điều hành giao thông vận tải đướng sắt quốc gia
  - Đại lý và dịch vụ vận tải đường sắt, đường bộ, đường thủy, đường hàng không;
  - Tư vấn, khảo sát, thiết kế, chế tạo, đóng mới và sửa chữa các phương tiện, thiết bị, phụ tùng chuyên ngành đường sắt và các sản phẩm cơ khí.
- Ngành nghề kinh doanh có liên quan đến ngành nghề chính:
  - Tư vấn, khảo sát, thiết kế, xây dựng các công trình giao thông, thủy lợi, công nghiệp và dân dụng;
  - Dịch vụ viễn thông và tin học;
  - Kinh doanh xăng, dầu, mỡ bôi trơn của ngành đường sắt;

Ngoài ra là các ngành nghề khác do Bộ Giao thông Vận tải quy định.

## Các dự án chính
Thủ tướng Chính phủ đã có Quyết định 412/QĐ-TTg ngày 11 tháng 4 năm 2007 về việc phê duyệt các dự án đầu tư quan trọng về kết cấu hạ tầng giao thông đến năm 2020  theo đó đưa ra quan điểm, và các mục tiêu cụ thể trong hai giai đoạn, đến năm 2010 và giai đoạn 2010 đến 2020, trong đó, đường sắt sẽ được từng bước nâng cao năng lực, hiện đại hóa, cải tạo và nâng cấp, trong đó các mục tiêu trọng điểm phải kể đến: 
- Dự án nâng cấp an toàn cầu Đường sắt trên tuyến đường sắt Thống Nhất.[7]
- Các dự án đường sắt thuộc hai hành lang và một vành đai kinh tế Việt - Trung:
  - Dự án nâng cấp cải tạo tuyến Đường sắt Yên Viên - Lào Cai [8]
  - Xây dựng tuyến đường sắt phục vụ khai thác alumin-nhôm tại các tỉnh Tây Nguyên
  - Nâng cấp tuyến đường sắt Đồng Đăng (Lạng Sơn) - Hà Nội
- Xây dựng các tuyến đường sắt đô thị tại Hà Nội và TP Hồ Chí Minh.
- Nâng cấp tuyến đường sắt Yên Viên - Cái Lân (Quảng Ninh)..

...
Tuy nhiên, sau một loạt các tiêu cực trong ngành đường sắt bị phanh phui vào tháng 5 năm 2014, hầu hết các dự án lớn mà các dự án lần lượt được chuyển giao về ban quản lý dự án trực thuộc Bộ Giao thông Vận tải.

## Bộ máy tổ chức
Tổng Công ty là một doanh nghiệp thuộc sự quản lý của Bộ Giao thông Vận tải. Hiện nay, Bí thư Đảng ủy, chủ tịch hội đồng thành viên là ông Đặng Sỹ Mạnh.

### Các đơn vị thành viên
Dưới đây là danh sách các đơn vị thành viên của Tổng Công ty Đường sắt Việt Nam tại thời điểm thành lập, ban hành theo Quyết định 198/QĐ-TTg về Tái cơ cấu Tổng Công ty Đường sắt Việt Nam ban hành ngày 21 tháng 1 năm 2013 của Thủ tướng Chính phủ. 
- Doanh nghiệp Nhà nước giữ nguyên pháp nhân, Nhà nước nắm giữ 100% vốn điều lệ:

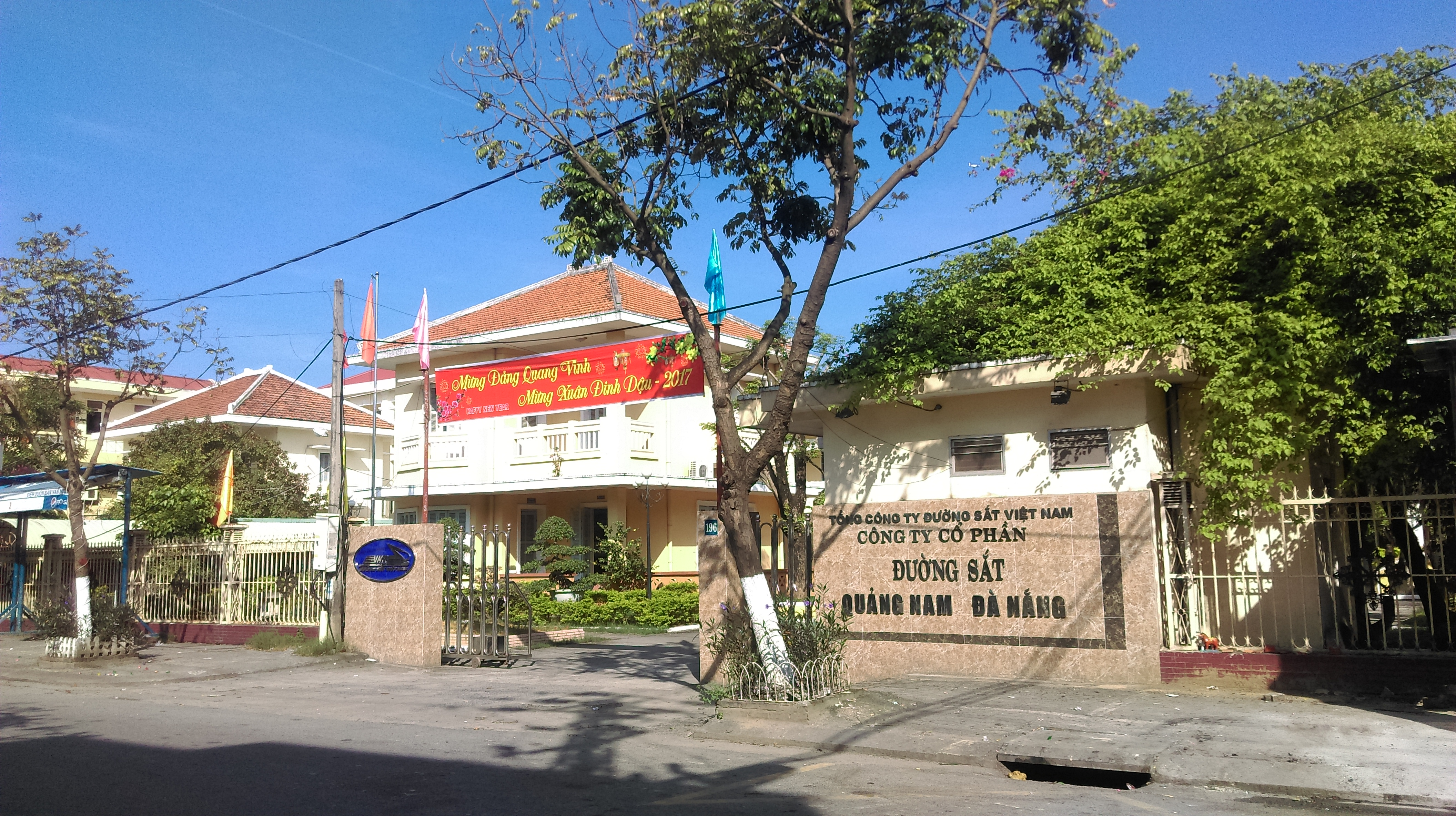
Công ty CP Đường sắt Quảng Nam - Đà Nẵng

  - Công ty cổ phần đường sắt Hà Hải.
  - Công ty cổ phần đường sắt Hà Thái.
  - Công ty cổ phần đường sắt Yên Lào.
  - Công ty cổ phần đường sắt Hà Lạng.
  - Công ty cổ phần đường sắt Vĩnh Phú.
  - Công ty cổ phần đường sắt Hà Ninh.
  - Công ty cổ phần đường sắt Thanh Hoá.
  - Công ty cổ phần đường sắt Nghệ Tĩnh.
  - Công ty cổ phần đường sắt Quảng Bình.
  - Công ty cổ phần đường sắt Bình Trị Thiên.
  - Công ty cổ phần đường sắt Quảng Nam - Đà Nẵng.Công ty CP Đường sắt Quảng Nam - Đà Nẵng
  - Công ty cổ phần đường sắt Nghĩa Bình.
  - Công ty cổ phần đường sắt Phú Khánh.
  - Công ty cổ phần đường sắt Thuận Hải.
  - Công ty cổ phần đường sắt Sài Gòn.
  - Công ty cổ phần thông tin tín hiệu đường sắt Hà Nội.
  - Công ty cổ phần thông tin tín hiệu đường sắt Bắc Giang.
  - Công ty cổ phần thông tin tín hiệu đường sắt Vinh.
  - Công ty cổ phần thông tin tín hiệu đường sắt Đà Nẵng.
  - Công ty cổ phần thông tin tín hiệu đường sắt Sài Gòn.
  - Công ty TNHH MTV Xe lửa Dĩ An.

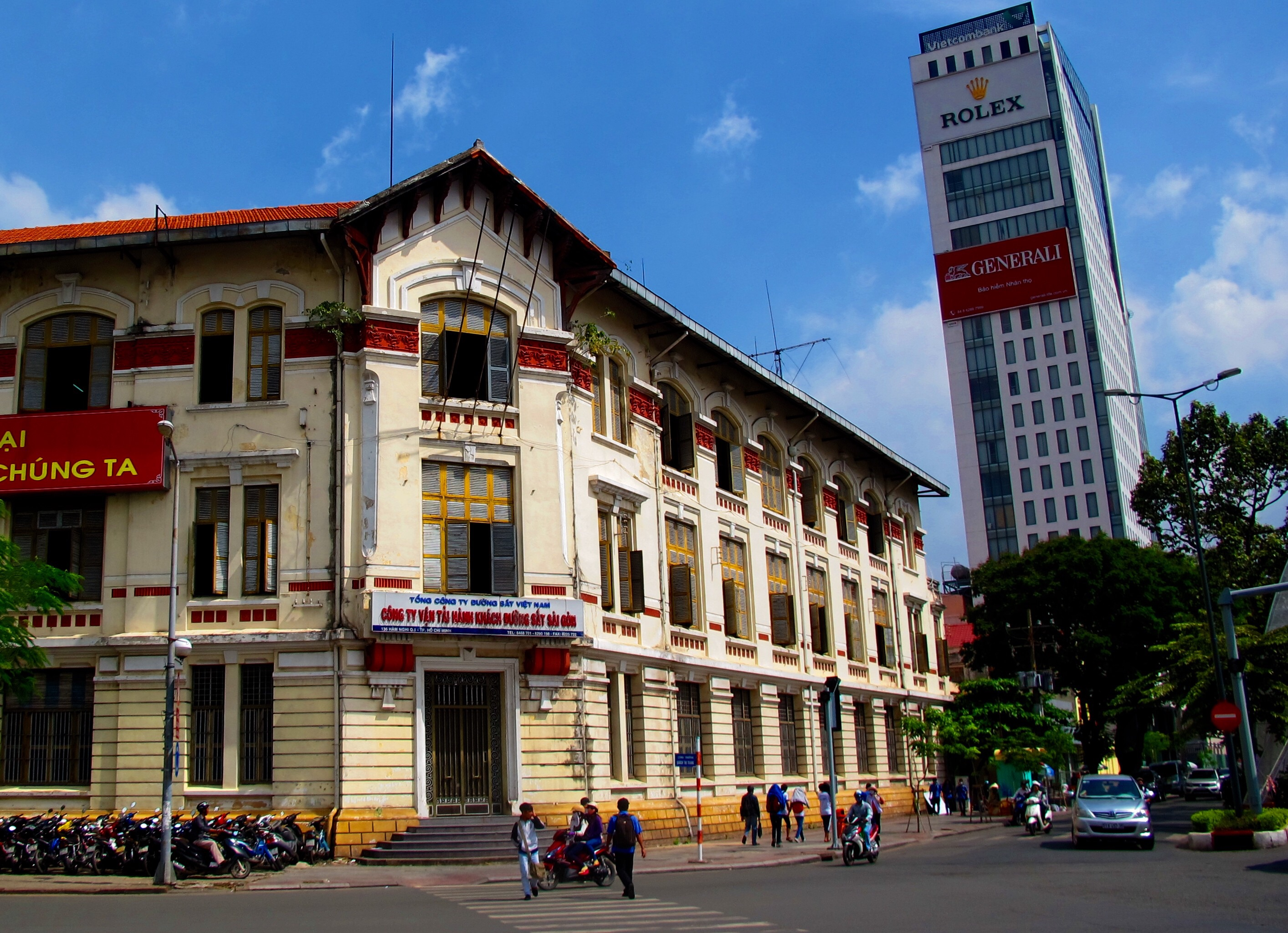
Công ty MTV Vận tải hành khách Đường sắt Sài Gòn

  - Công ty TNHH MTV Vận tải hành khách đường sắt Hà Nội.Công ty MTV Vận tải hành khách Đường sắt Sài Gòn
  - Công ty TNHH MTV Vận tải hành khách đường sắt Sài Gòn.

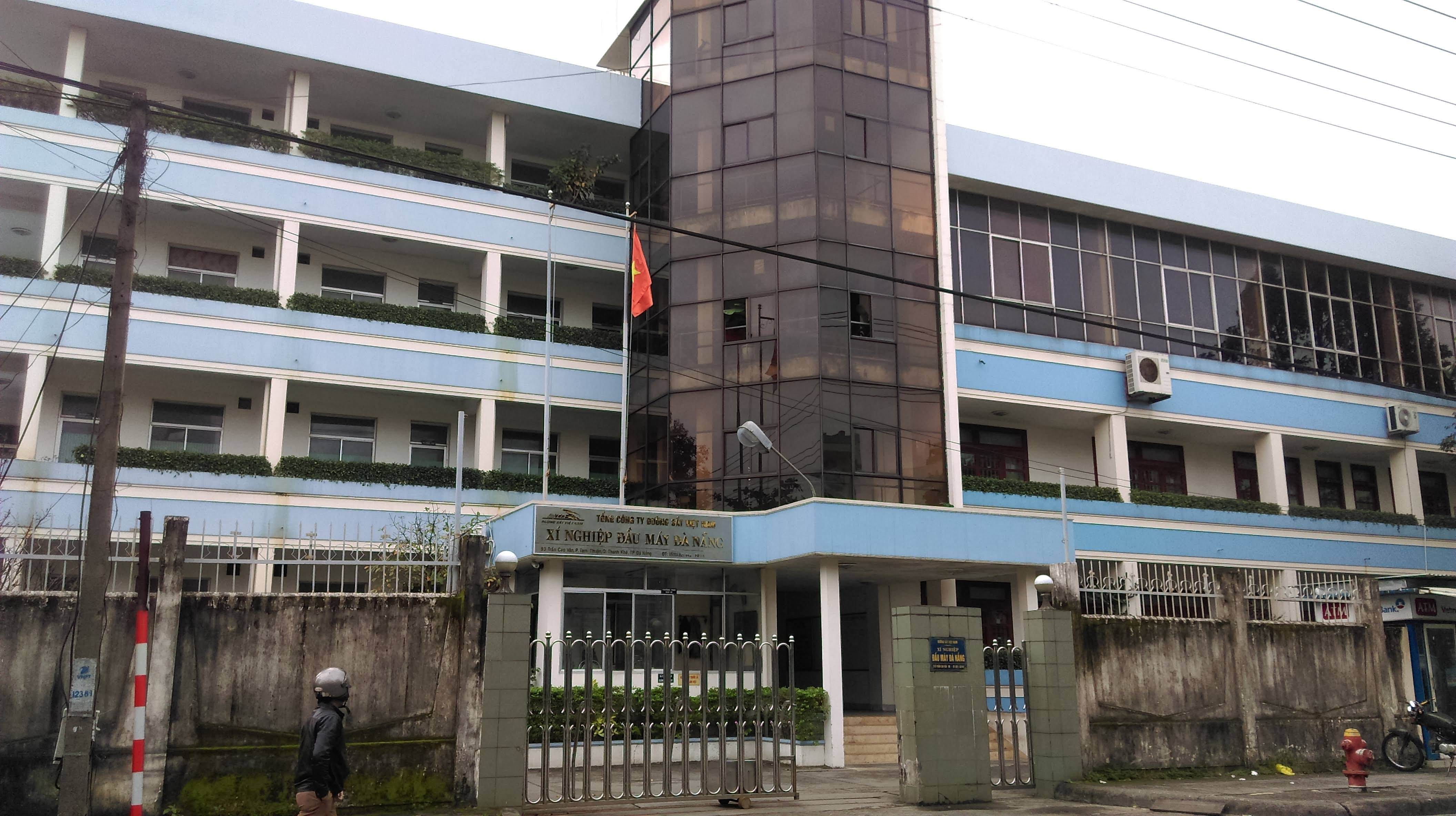
Xí nghiệp Đầu máy Đà Nẵng

- Xí nghiệp Đầu máy Đà NẵngDoanh nghiệp cổ phần hóa mà Nhà nước nắm giữ cổ phần chi phối:
  - Công ty cổ phần Toa xe Hải Phòng.
  - Công ty cổ phần Vận tải Hàng hoá đường sắt.
- Doanh nghiệp cổ phần hóa mà Nhà nước nắm không quá 50% vốn điều lệ:
  - Công ty cổ phần Tổng công ty Công trình đường sắt.
  - Công ty cổ phần Công trình 6.
  - Công ty cổ phần Đầu tư và Xây dựng công trình 3.
  - Công ty cổ phần Tư vấn đầu tư và Xây dựng giao thông vận tải.
  - Công ty cổ phần Vận tải và Thương mại đường sắt.
  - Công ty cổ phần Đá Đồng Mỏ.
  - Công ty cổ phần Đá Mỹ Trang.
  - Công ty cổ phần Viễn thông tín hiệu đường sắt.
  - Công ty cổ phần Xây dựng công trình Đà Nẵng.
  - Công ty cổ phần Xây lắp và Cơ khí cầu đường.
  - Công ty cổ phần Dịch vụ du lịch đường sắt Hà Nội.
  - Công ty cổ phần In Đường sắt.
  - Công ty cổ phần In Đường sắt Sài Gòn.
  - Công ty cổ phần Tư vấn Đầu tư và Xây dựng đường sắt.
  - Công ty cổ phần Vĩnh Nguyên
  - Công ty cổ phần Đầu tư và xây dựng giao thông vận tải.
  - Công ty cổ phần Xuất nhập khẩu vật tư thiết bị đường sắt.
  - Công ty cổ phần Vật tư Đường sắt Sài Gòn.
  - Công ty cổ phần Đầu tư công trình Hà Nội.
  - Công ty cổ phần Công trình 2.
  - Công ty cổ phần Tư vấn đầu tư và Xây dựng công trình I.
  - Công ty cổ phần Cơ khí đường sắt Đà Nẵng.

### Các đơn vị sự nghiệp
- Trường Cao đẳng Nghề Đường sắt
- Trung tâm Y tế Đường sắt

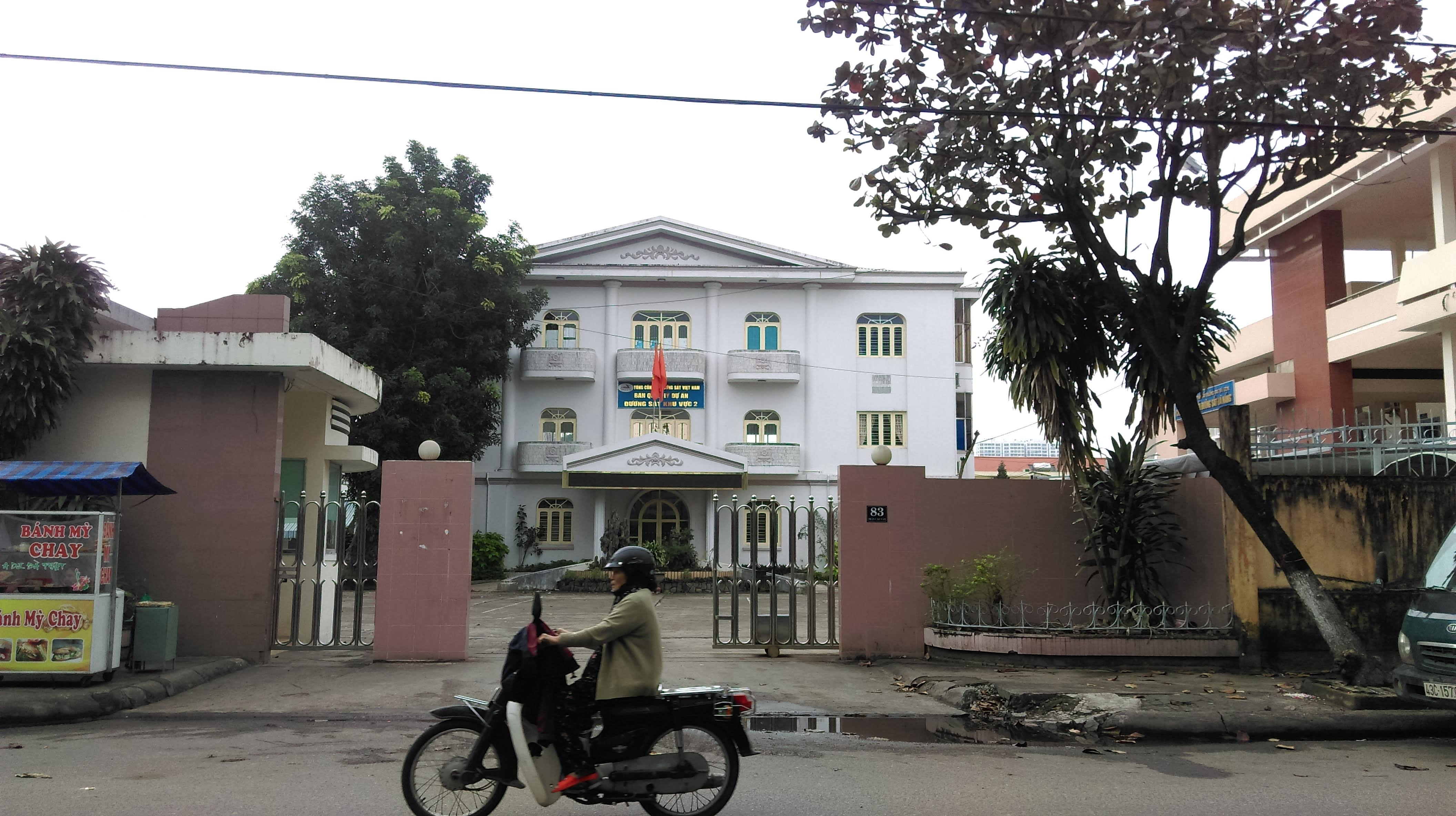
Ban Quản lý Dự án Đường sắt Khu vực II, Đà Nẵng.

- Trung tâm Ứng phó Sự cố thiên tai và cứu nạn đường sắt Việt Nam
- Ban quản lý dự án đường sắt khu vực I
- Ban quản lý dự án đường sắt khu vực II

- Ban quản lý dự án đường sắt khu vực III
- Ban Quản lý Dự án Nhà điều hành sản xuất, văn phòng và chung cư 31 Láng Hạ - Hà Nội
- Ban Quản lý Dự án Toà nhà đường sắt 136 Hàm Nghi, Quận 1, TP. Hồ Chí Minh.

## Bê bối và tranh cãi

### Vụ đòi JTC hối lộ của RPMU
6 cán bộ Ban Quản lý các dự án đường sắt Việt Nam (RPMU) thuộc Tổng công ty Đường sắt Việt Nam ngày 27 tháng 10 năm 2015 bị phạt tù về hành vi nhận 11 tỷ đồng từ nhà thầu JTC Nhật Bản trong dự án xây dựng đường sắt đô thị tuyến 01. Nhờ đó, nhà thầu Nhật Bản JTC được hợp đồng dịch vụ tư vấn kỹ thuật với VNR ký ngày 9/9/2009. Phạm Hải Bằng, Phạm Quang Duy là 2 bị cáo tham gia sách nhiễu JTC để ép nhà thầu đưa tiền.
- Phạm Hải Bằng, nguyên Phó Giám đốc RPMU, là người trực tiếp đàm phán, nhiều lần gợi ý, gửi thư điện tử cho nhà thầu JTC (Nhật Bản) để nhận tiền, 12 năm tù.
- Nguyễn Nam Thái, nguyên Trưởng phòng thực hiện dự án 3, RPMU, với vai trò đồng phạm tích cực, 11 năm tù.
- Phạm Quang Duy, nguyên Phó Giám đốc RPMU, tham gia sách nhiễu JTC để ép nhà thầu đưa tiền, tám năm sáu tháng tù.
- Trần Quốc Đông, nguyên Giám đốc RPMU, nguyên Phó Tổng giám đốc Tổng công ty Đường sắt Việt Nam, biết cấp dưới Bằng nhận tiền nhưng để mặc và tiếp nhận ý chí việc nhận tiền từ JTC, bảy năm sáu tháng tù.
- Nguyễn Văn Hiếu, nguyên Giám đốc RPMU, để mặc cho Bằng và Thái nhận tiền từ nhà thầu trong suốt 3 năm làm giám đốc, không kiểm tra, giám sát các hoạt động của nhà thầu, hưởng lợi 50 triệu đồng từ tiền hỗ trợ của JTC, bảy năm sáu tháng tù.
- Trần Văn Lục, nguyên Giám đốc RPMU, có thể chấm dứt việc nhận tiền nhưng để mặc cho Bằng phạm tội, và còn nhận 100 triệu đồng, năm năm sáu tháng tù.

Hành vi của các bị cáo chính là nhận tiền hối lộ nhưng họ không bị truy tố về tội nhận hối lộ mà chỉ bị truy tố về tội lợi dụng chức vụ quyền hạn. Hành vi này đã ảnh hưởng đến hình ảnh quốc gia, ảnh hưởng đến quan hệ Việt Nam - Nhật Bản trong việc vay vốn ODA. Đại diện chính phủ Nhật Bản năm ngoái vào ngày 2/6/2014 đã thông báo cho phía Việt Nam sẽ chỉ phê duyệt các dự án dùng vốn hỗ trợ phát triển chính thức (ODA) nếu Việt Nam hoàn tất điều tra cáo buộc bê bối tại vụ này. Các cơ quan truyền thông Nhật Bản nói Tokyo sẽ đình hoãn việc cho vay ODA giai đoạn 1 của dự án xây dựng đường sắt đô thị số 1. Hãng tin AFP, dẫn nguồn bộ ngoại giao Nhật Bản, thì cho biết thêm các khoản cho vay mới cũng bị tạm ngừng.

### Chậm làm rào chắn đường ngang
Phát biểu tại Hội nghị sản xuất kinh doanh năm 2016 ngày 5/1, ông Trần Ngọc Thành, Chủ tịch Hội đồng thành viên Tổng công ty Đường sắt đã nhận khuyết điểm, xin chịu kỷ luật do chậm triển khai rào chắn tự động đường ngang, khiến tai nạn giao thông đường sắt tăng cao. Năm 2015, đường sắt xảy ra 261 vụ tai nạn, tăng 96 vụ (tăng 58%) so với năm trước, làm chết 214 người (tăng 53%), bị thương 86 người (tăng 100%).

### Vụ mua toa xe cũ Trung Quốc
Từ năm 2014 , Tổng Công ty Đường sắt Việt Nam chủ trương mua lại hơn 160 toa xe cũ đã qua sử dụng trên đường ray khổ 1.000mm của Cục Đường sắt Côn Minh - Trung Quốc, trong số này có 120 toa đóng từ hơn 20 năm trước, những toa xe mới nhất cũng có tuổi thọ khoảng 12 năm. Sau khi xem xét văn bản Công ty TNHH MTV vận tải đường sắt Hà Nội, chủ đầu tư thực hiện dự án mua tàu cũ của Trung Quốc, ngày 3/2/2016, Bộ trưởng Bộ Giao thông vận tải Đinh La Thăng đã yêu cầu Tổng Công ty Đường sắt Việt Nam miễn nhiệm tổng giám đốc Công ty TNHH MTV vận tải đường sắt Hà Nội, Nguyễn Viết Hiệp. 
Lý do cách chức theo chỉ đạo nói trên là vì trái thẩm quyền trong việc làm văn bản gửi cơ quan nhà nước; Không thực hiện đúng chủ trương của Đảng, Nhà nước và cơ quan có liên quan về việc nhập khẩu máy móc, thiết bị, dây chuyền công nghệ đã qua sử dụng. ngày 4/2, ông Hiệp đã chính thức bị cách chức, điều chuyển về làm Phó ban Vận tải của Tổng Cty ĐSVN. Tuy nhiên, ông Hiệp nói, ông chỉ thực hiện theo chỉ đạo từ cấp cao nhất của Tổng Cty Đường sắt Việt Nam. Tổng GĐ Tổng Cty ĐSVN Vũ Tá Tùng, đã đặt bút ký công văn cho phép Cty CP Vận tải ĐSHN nghiên cứu các quy định pháp luật để thực hiện việc mua lô tàu Trung Quốc có tuổi ít nhất là 5 năm nêu trên.